# Rob Jarvis
Robert S Jarvis, detto Rob (1965), è un attore britannico noto per il ruolo di Eddie nella serie Hustle - I signori della truffa.
Nel 2024 è tra i protagonisti della serie River City, nel ruolo di Eddie Corrigan.

## Filmografia parziale
- Casualty – serie TV, 4 episodi (1988-2008)
- Metropolitan Police – serie TV, 4 episodi (1995-2005)
- Call Red – serie TV, un episodio (1996)
- Dalziel and Pascoe – serie TV, un episodio (2001)
- Carlo II - Il potere e la passione (Charles II: The Power & the Passion) – serie TV, un episodio (2003)
- Birra e patatine (Two Pints of Lager and a Packet of Crisps) – serie TV, 2 episodi (2003-2004)
- Holby City – serie TV, 3 episodi (2003-2018)
- Hustle - I signori della truffa (Hustle) – serie TV, 47 episodi (2004-2012)
- Waking the Dead – serie TV, 2 episodi (2008)
- Waterloo Road – serie TV, un episodio (2009)
- Luther – serie TV, episodio 1x04 (2010)
- Law & Order: UK – serie TV, un episodio (2012)
- Delitti in Paradiso (Death in Paradise) – serie TV, un episodio (2013)
- Padre Brown (Father Brown) – serie TV, un episodio (2016)
- A spasso con Bob (A Street Cat Named Bob), regia di Roger Spottiswoode (2016)
- Transformers - L'ultimo cavaliere (Transformers: The Last Knight), regia di Michael Bay (2017)
- Collateral – serie TV, 4 episodi (2018)
- Valle di luna (Emmerdale) – serie TV, 12 episodi (2021)
- Un gentiluomo a Mosca (A Gentleman in Moscow) – serie TV, 3 episodi (2024)
- River City – serie TV, 32 episodi (2024-2025)

## Doppiatori italiani
Nelle versioni in italiano delle opere in cui ha recitato, Rob Jarvis è stato doppiato da:
- Vladimiro Conti in Hustle - I signori della truffa
- Pasquale Anselmo in Luther
- Stefano Thermes in Marcella
- Luigi Ferraro in Sandition
- Luca Biagini in Un gentiluomo a Mosca
- Roberto Fidecaro in The Strays